# یوزف گونسی
یوزف گونسی (انگلیسی: Jozef Gönci؛ زادهٔ ۱۸ مارس ۱۹۷۴) تیرانداز اهل اسلواکی است.